# Championnat du monde de roller in line hockey
Le Roller in line hockey est géré au niveau international par deux fédérations, la Fédération internationale de roller sports (FIRS) et la Fédération internationale de hockey sur glace (IIHF), chacune possédant un règlement sensiblement différent. Deux championnats du monde sont organisés chaque année.

## Championnats FIRS

### Championnats du monde masculins
| Année | Médaille d'or, monde | Médaille d'argent, monde | Médaille de bronze, monde | Site                              |
| ----- | -------------------- | ------------------------ | ------------------------- | --------------------------------- |
| 1995  | États-Unis           | Canada                   | Finlande                  | Chicago (États-Unis)              |
| 1996  | États-Unis           | France                   | Italie                    | Roccaraso (Italie)                |
| 1997  | États-Unis           | Canada                   | Autriche                  | Zell am See (Autriche)            |
| 1998  | États-Unis           | Autriche                 | République tchèque        | Winnipeg (Canada)                 |
| 1999  | Suisse               | États-Unis               | République tchèque        | Thoune & Wichtrach (Suisse)       |
| 2000  | États-Unis           | Suisse                   | République tchèque        | Amiens (France)                   |
| 2001  | États-Unis           | République tchèque       | Suisse                    | Torrevieja (Espagne)              |
| 2002  | Canada               | États-Unis               | République tchèque        | Rochester, New York, (États-Unis) |
| 2003  | États-Unis           | République tchèque       | Canada                    | Pisek (République tchèque)        |
| 2004  | États-Unis           | Canada                   | Italie                    | London (Canada)                   |
| 2005  | États-Unis           | République tchèque       | France                    | Paris-Bercy (France)              |
| 2006  | États-Unis           | République tchèque       | Canada                    | Détroit (États-Unis)              |
| 2007  | République tchèque   | Suisse                   | Canada                    | Bilbao (Espagne)                  |
| 2008  | États-Unis           | France                   | République tchèque        | Ratingen (Allemagne)              |
| 2009  | États-Unis           | Canada                   | République tchèque        | Varèse (Italie)                   |
| 2010  | États-Unis           | Suisse                   | République tchèque        | Beroun (République tchèque)       |
| 2011  | République tchèque   | Italie                   | États-Unis                | Roccaraso (Italie)                |
| 2012  | États-Unis           | Canada                   | République tchèque        | Bucaramanga (Colombie)            |
| 2013  | République tchèque   | Canada                   | Suisse                    | Anaheim (États-Unis)              |
| 2014  | États-Unis           | République tchèque       | Canada                    | Toulouse (France)                 |
| 2015  | République tchèque   | France                   | États-Unis                | Rosario (Argentine)               |
| 2016  | République tchèque   | Italie                   | France                    | Asiago (Italie)                   |
| 2017  | France               | Italie                   | République tchèque        | Nankin (Chine)                    |
| 2018  | République tchèque   | France                   | Suisse                    | Asiago (Italie)                   |
| 2019  | États-Unis           | République tchèque       | France                    | Barcelone (Espagne)               |
| 2021  | République tchèque   | Canada                   | Espagne                   | Roccaraso (Italie)                |
| 2022  | République tchèque   | Italie                   | États-Unis                | Buenos Aires (Argentine)          |
| 2024  | États-Unis           | République tchèque       | Italie                    | Roccaraso (Italie)                |

#### Table des médailles
|     | Pays               | Médaille d'or, monde | Médaille d'argent, monde | Médaille de bronze, monde | Médailles | Participations |
| --- | ------------------ | -------------------- | ------------------------ | ------------------------- | --------- | -------------- |
| 1er | États-Unis         | 17                   | 2                        | 2                         | 20        | 22             |
| 2e  | République tchèque | 6                    | 6                        | 9                         | 21        |                |
| 3e  | Canada             | 1                    | 7                        | 4                         | 12        |                |
| 4e  | Suisse             | 1                    | 3                        | 2                         | 6         |                |
| 5e  | France             | 1                    | 3                        | 2                         | 6         | 16             |
| 6e  | Italie             | 0                    | 3                        | 3                         | 6         |                |
| 7e  | Autriche           | 0                    | 1                        | 1                         | 2         |                |
| 8e  | Finlande           | 0                    | 0                        | 1                         | 1         |                |
| 9e  | Espagne            | 0                    | 0                        | 1                         | 1         |                |

### Championnats du monde féminin
| Année | Médaille d'or, monde | Médaille d'argent, monde | Médaille de bronze, monde | Site                              |
| ----- | -------------------- | ------------------------ | ------------------------- | --------------------------------- |
| 2002  | Canada               | États-Unis               | Australie                 | Rochester, New York, (États-Unis) |
| 2003  | États-Unis           | Canada                   | République tchèque        | Pisek (République tchèque)        |
| 2004  | Canada               | États-Unis               | République tchèque        | London (Canada)                   |
| 2005  | Canada               | États-Unis               | France                    | Paris-Bercy (France)              |
| 2006  | États-Unis           | Canada                   | France                    | Détroit (États-Unis)              |
| 2007  | États-Unis           | République tchèque       | France                    | Bilbao (Espagne)                  |
| 2008  | République tchèque   | Canada                   | États-Unis                | Dusseldorf (Allemagne)            |
| 2009  | États-Unis           | République tchèque       | Canada                    | Varèse (Italie)                   |
| 2010  | République tchèque   | Canada                   | États-Unis                | Beroun (Rép. tchèque)             |
| 2011  | États-Unis           | Canada                   | France                    | Roccaraso (Italie)                |
| 2012  | Canada               | États-Unis               | Espagne                   | Bucaramanga (Colombie)            |
| 2013  | États-Unis           | Canada                   | Nouvelle-Zélande          | Anaheim (États-Unis)              |
| 2014  | États-Unis           | Canada                   | Espagne                   | Toulouse (France)                 |
| 2015  | République tchèque   | États-Unis               | Espagne                   | Rosario (Argentine)               |
| 2016  | Canada               | États-Unis               | France                    | Asiago (Italie)                   |
| 2017  | États-Unis           | Espagne                  | Canada                    | Nankin (Chine)                    |
| 2018  | États-Unis           | République tchèque       | Espagne                   | Asiago (Italie)                   |
| 2019  | États-Unis           | République tchèque       | Espagne                   | Barcelone (Espagne)               |
| 2021  | France               | Espagne                  | États-Unis                | Roccaraso (Italie)                |
| 2022  | Espagne              | France                   | États-Unis                | Buenos Aires (Argentine)          |
| 2024  | États-Unis           | Espagne                  | France                    | Roccaraso (Italie)                |

#### Table des médailles
|     | Pays               | Médaille d'or, monde | Médaille d'argent, monde | Médaille de bronze, monde | Médailles | Participations |
| --- | ------------------ | -------------------- | ------------------------ | ------------------------- | --------- | -------------- |
| 1er | États-Unis         | 10                   | 6                        | 4                         | 20        | 11             |
| 2e  | Canada             | 5                    | 5                        | 2                         | 12        | 10             |
| 3e  | République tchèque | 3                    | 3                        | 2                         | 8         | 13             |
| 4e  | Espagne            | 0                    | 1                        | 4                         | 5         |                |
| 5e  | France             | 2                    | 0                        | 5                         | 7         | 8              |
| 6e  | Australie          | 0                    | 0                        | 1                         | 1         | 7              |
| 7e  | Nouvelle-Zélande   | 0                    | 0                        | 1                         | 1         |                |

### Championnats du monde junior
| Année | Médaille d'or, monde | Médaille d'argent, monde | Médaille de bronze, monde | Site                      |
| ----- | -------------------- | ------------------------ | ------------------------- | ------------------------- |
| 2007  | États-Unis           | République tchèque       | Allemagne                 | Düsseldorf (Allemagne)    |
| 2008  | Royaume-Uni          | États-Unis               | Canada                    | Feasterville (États-Unis) |
| 2009  | République tchèque   | Canada                   | États-Unis                | Varèse (Italie)           |
| 2010  | France               | États-Unis               | République tchèque        | Düsseldorf (Allemagne)    |

#### Table des médailles
|     | Pays               | Médaille d'or, monde | Médaille d'argent, monde | Médaille de bronze, monde | Médailles | participations |
| --- | ------------------ | -------------------- | ------------------------ | ------------------------- | --------- | -------------- |
| 1er | République tchèque | 2                    | 1                        | 0                         | 3         |                |
| 2e  | États-Unis         | 1                    | 2                        | 1                         | 4         | 4              |
| 3e  | Royaume-Uni        | 1                    | 0                        | 0                         | 1         |                |
| 4e  | Canada             | 0                    | 1                        | 1                         | 2         |                |
| 5e  | Allemagne          | 0                    | 0                        | 1                         | 1         |                |
| 6e  | France             | 1                    | 0                        | 1                         | 1         |                |

## Championnats IIHF
| Année | Médaille d'or, monde | Médaille d'argent, monde | Médaille de bronze, monde | Site                                           |
| ----- | -------------------- | ------------------------ | ------------------------- | ---------------------------------------------- |
| 1996  | États-Unis           | Canada                   | Finlande                  | Minneapolis, Saint Paul (États-Unis)           |
| 1997  | États-Unis           | Canada                   | Suisse                    | Anaheim (États-Unis)                           |
| 1998  | Canada               | États-Unis               | Finlande                  | Anaheim (États-Unis) et Bratislava (Slovaquie) |
| 1999  | non organisé         | non organisé             | non organisé              | non organisé                                   |
| 2000  | Finlande             | République tchèque       | États-Unis                | Hradec Králové et Chocen (République tchèque)  |
| 2001  | Finlande             | États-Unis               | République tchèque        | Ellenton (États-Unis)                          |
| 2002  | Suède                | Finlande                 | Allemagne                 | Nuremberg, Pfaffenhofen an der Ilm (Allemagne) |
| 2003  | Finlande             | Suède                    | États-Unis                | Nuremberg, Amberg (Allemagne)                  |
| 2004  | États-Unis           | Finlande                 | Suède                     | Bad Tölz (Allemagne)                           |
| 2005  | Suède                | Finlande                 | États-Unis                | Kuopio (Finlande)                              |
| 2006  | États-Unis           | Suède                    | Finlande                  | Budapest (Hongrie)                             |
| 2007  | Suède                | Finlande                 | Allemagne                 | Landshut et Passau (Allemagne)                 |
| 2008  | Suède                | Slovaquie                | Allemagne                 | Bratislava (Slovaquie)                         |
| 2009  | Suède                | États-Unis               | Allemagne                 | Ingolstadt (Allemagne)                         |
| 2010  | États-Unis           | République tchèque       | Suède                     | Karlstad (Suède)                               |
| 2011  | République tchèque   | États-Unis               | Canada                    | Pardubice (République tchèque)                 |
| 2012  | Canada               | Allemagne                | Finlande                  | Ingolstadt (Allemagne)                         |
| 2013  | États-Unis           | Suède                    | Canada                    | Dresde (Allemagne)                             |
| 2014  | Finlande             | Canada                   | États-Unis                | Pardubice (Tchéquie)                           |
| 2015  | Canada               | Finlande                 | Suède                     | Tampere (Finlande)                             |
| 2017  | États-Unis           | Finlande                 | République tchèque        | Bratislava (Slovakia)                          |

### Table des médailles
|     | Pays               | Médaille d'or, monde | Médaille d'argent, monde | Médaille de bronze, monde | Médailles |
| --- | ------------------ | -------------------- | ------------------------ | ------------------------- | --------- |
| 1er | États-Unis         | 6                    | 4                        | 4                         | 14        |
| 2e  | Suède              | 5                    | 3                        | 3                         | 11        |
| 3e  | Finlande           | 4                    | 5                        | 3                         | 12        |
| 4e  | Canada             | 3                    | 3                        | 2                         | 8         |
| 4e  | République tchèque | 1                    | 2                        | 1                         | 4         |
| 6e  | Slovaquie          | 0                    | 1                        | 0                         | 1         |
| 7e  | Allemagne          | 0                    | 1                        | 4                         | 5         |
| 8e  | Suisse             | 0                    | 0                        | 1                         | 1         |